# Dorfkirche Bobeck

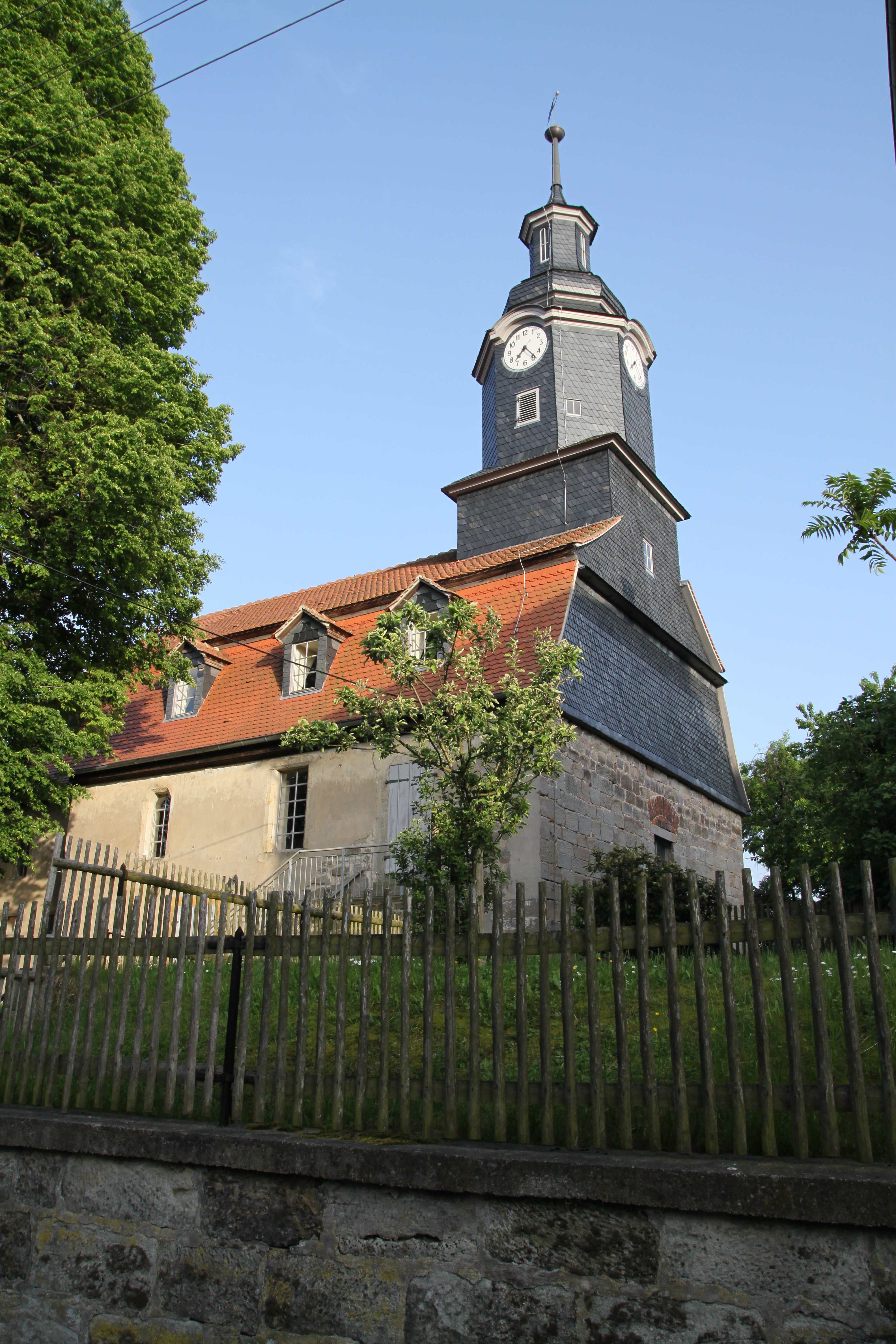
Dorfkirche in Bobeck

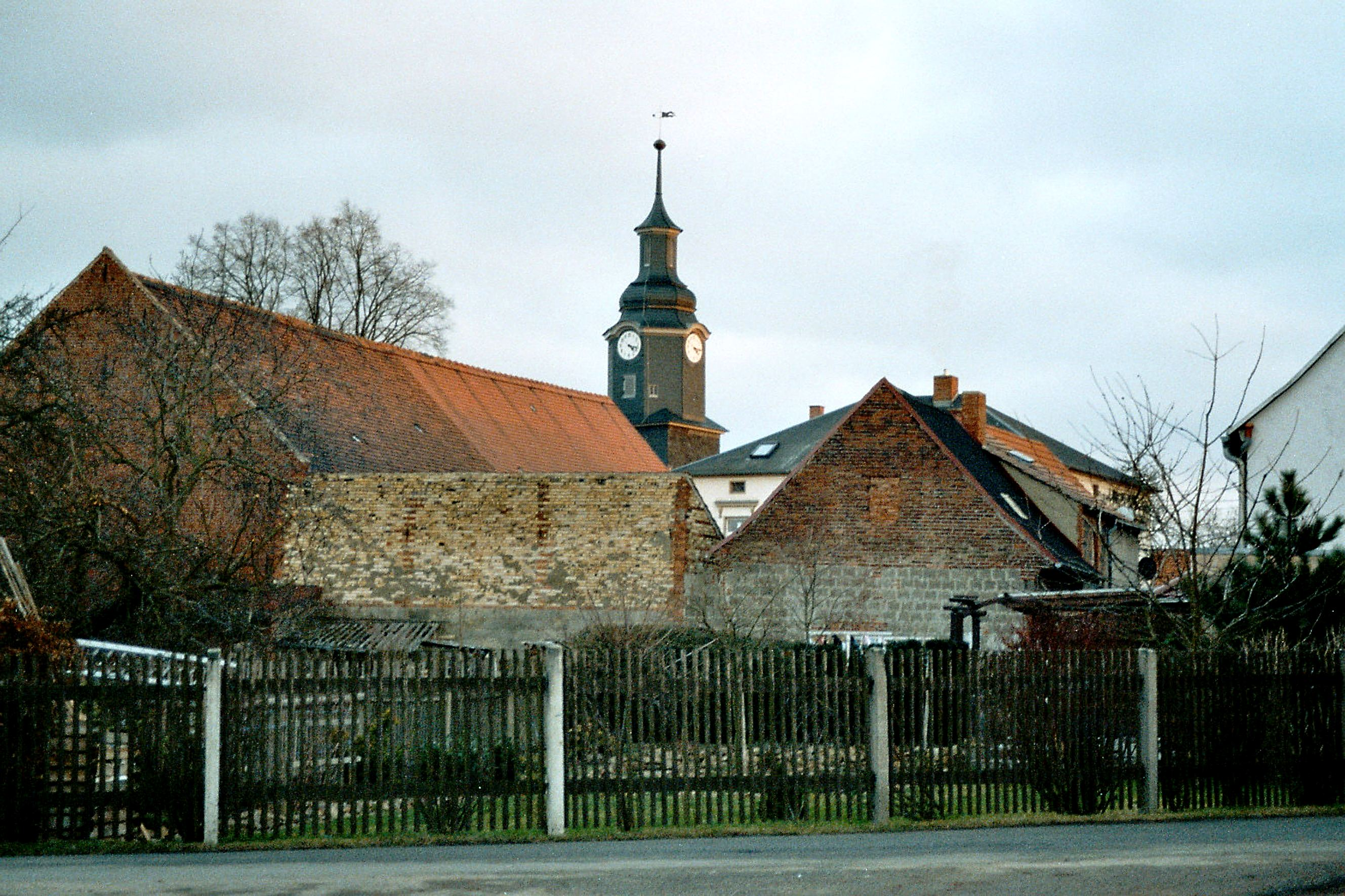
Blick zur Dorfkirche

Die Dorfkirche Bobeck (auch St.-Nicolai-Kirche) steht in der Gemeinde Bobeck im Saale-Holzland-Kreis in Thüringen. Sie gehört zum Pfarrbereich Bürgel im Kirchenkreis Eisenberg der Evangelischen Kirche in Mitteldeutschland.

## Lage
Die Dorfkirche befindet sich zentral in der Ortschaft.

## Geschichte und Bauwerk
In Bobeck gab es ursprünglich eine romanische Wallfahrtskapelle, vermutlich angeregt von den Zisterzienserinnen des 1138 errichteten Klosters Lausnitz. Die Kapelle wurde 1219 dem Heiligen Nikolaus geweiht. 1304 mittels Anbau eines Langhauses zur Kirche erweitert, „als sie infolge eines Streites zwischen dem Probst zu Klosterlausnitz und dem Abt von Bürgel über das Patronatsrecht von dem Bischof von Naumburg dem Letzteren zugewiesen wurde. Die Kirche bildet ein Rechteck und zeigt gotische Anlage mit dreiseitigem Chorschluß, im Chor und Langhaus sind spitzbogige Fenster sichtbar, doch flachbogig vermauert“, so der Kirchenhistoriker Ernst C. Löbe. Als Relikt aus dieser Zeit, da viele Pilger dorthin wallfahrteten, verblieb der von außen zugängliche Opferstock mit einer Öffnung, durch die die Opfergaben der Wallfahrer ins Innere der Kapelle rutschten oder ein in der Nische befindliches Heiligenbild in Bewegung gesetzt werden konnte.
Auf den Grundmauern des alten Baues erhielt St. Nicolai zwischen 1668 und 1672 dann im Wesentlichen die heutige Gestalt mit zwei Emporen und Kanzelaltar. Bobecks Zimmermann und ehemaliger Kirchenälteste Reinhard Kunze entdeckte 2004 eine zugeputzte Stiftertafel, die bekundet, „… 1669 ist dieses Gottes Hauß und Kirche, hochnothwendig reparieret und verneuert worden, zu deren Verneuerung der weilant Durchlauchtigste Hochwohlgeborene Fürst und Herr Friedrich Wilhelm, Herzog zu Sachsen Ein und Zwanzig Alte Schock … und der Hochedle Magnificus, Hochachtbare und Hochgelahrte Herr Johannes Thomae 167 Alte Schock …“ stifteten. Bobecks Familien trugen demnach ebenfalls in bedeutendem Umfang dazu bei.

## Orgel
1764 schuf Johann Michael Hartung aus Vippach die Orgel, er erhielt dafür 236 Taler sowie für ihn und seine Gesellen 10 Wochen Logis, Speis und Trank.
1888 folgte eine zweimanualige Poppe-Orgel mit 12 Registern. Seit 1957 von einem elektrisch betriebenem Gebläse versorgt, steht der mit Muskelkraft betriebene Vorgänger noch nebenan.

## Glocken
Zwei Kirchenglocken läuten über das Dorf, bis heute ausgelöst von einer mehr als 100-jährigen mechanischen Uhr mit Schlagwerk, angefertigt von der Firma Weule in Bockenem.
Zwei Vorgängerinnen kamen 1852 mit Girlanden geschmückt in einer Prozession von Thalbürgel nach Bobeck: Die große Glocke wurde samt Orgelprospektpfeifen gegen Ende des Ersten, die kleine gegen Ende des Zweiten Weltkrieges als Metallspende des deutschen Volkes zu Rüstungszwecken abgegeben.
Nach dem Krieg stiftete Bobecks Brauereibesitzer Emil Otto Seise eine neue große Glocke. Eine neue kleine Glocke gossen 1963 die Gebrüder Schilling in Apolda.

## Kirchturm und Langhaus
Den Kirchturm erneuerte die Gemeinde 1760/61 und krönte ihn mit der barocken Haube, die ihn bis heute schmückt. Die nächsten Turmreparaturen fanden laut Dokumenten im Turmknopf 1839, als der Turm sich neigte, und 1898 statt.
Im Jahre 1961 völlig neu eingedeckt (ebenso 1973 das Langhaus), begannen die Bobecker 1990, ihr Gotteshaus gründlich zu restaurieren. Der Turm stand 2004 wieder in „alter Pracht“. Das Langhaus erhielt eine neue Eindeckung, um den Schwammbefall zu beheben. Die zunächst eingebauten Dachluken wurden dank Fördermitteln von Mansarden ersetzt.
Das Kirchenschiff erhielt neue Fenster und teilweise neuen Fußboden. Die hohe Decke erstrahlt wieder hellblau. Die Emporen zeigen sich mit denkmalgerecht bemalten Kassetten, illusionistisch marmoriert und gerahmt.

## Details
An der Südseite stehen vermauerte gotische Portale, was auf die Einbeziehung älterer Bausubstanz schließen lässt. Farbschichten überdecken im Inneren gut erhaltene Malereien aus der Vergangenheit. Eine Spendennische gab und gibt es noch. Umbauten in den Jahren 1668–1670 und 1760–1761 verursachten unregelmäßig angeordnete Fenster, Treppen und Portale.  Die Emporen sind zweigeschossig. Hinter dem Altar befindet sich ein Gemälde von Hans Richter: Jesus am Ölberg.

## Varia
- Etwa 2012 untersuchten Restauratoren wiederentdeckte Fragmente symbolischer und figürlicher mittelalterlicher Wandmalereien der Heiligen Barbara, Katharina, des Johannes und Wolfgangs. Die Rudimente der Bildnisse wurden konserviert. Sie wieder herzustellen, überfordert die Möglichkeiten der Gemeinde.[2][3]